# Archangelopsis typica
Archangelopsis typica är en nässeldjursart som beskrevs av Adrien Jacques de Lens och Van Riemsdijk 1908. Archangelopsis typica ingår i släktet Archangelopsis och familjen Rhodaliidae. Inga underarter finns listade i Catalogue of Life.